# Barrage de Farakka
Le barrage de Farakka est une installation hydroélectrique construite sur le Gange, en Inde, à 11 kilomètres de la frontière avec le Bangladesh. Cet édifice est à l'origine d'un différend entre les deux pays en raison de son impact hydrologique sur le Bangladesh. Le barrage détourne les eaux du Gange vers un des bras de son delta, l'Hooghly, qui dessert Calcutta.

## Historique
La construction, opérée par Hindustan Construction Company (en), a commencé en 1961 pour s'achever en 1975. Il a été mis en service le 21 avril 1975. Il comporte 109 vannes larges chacune de 18,30 m, dont deux effondrées puis reconstruites en 1975.

## Caractéristiques
Le barrage a une largeur d'environ 2 240 mètres.

## Impact en aval
Le Gange est l'un des grands fleuves du monde. Environ un tiers de la population totale du Bangladesh vit dans le bassin du Gange, et ce bassin représente 43 % des terres irriguées. De plus, une centaine de villes sont localisées sur les rives de ce fleuve, représentant ainsi des millions de personnes.
L'enjeu est donc de taille pour le Bangladesh, puisque le Gange est un élément central de son agriculture et de ses ressources hydriques et écosystémiques. Il en va de même pour l'Inde qui obtient de l'électricité du barrage, qui a le grand avantage aujourd'hui d'être renouvelable et propre.
Mais après l'assassinat de Cheikh Mujibur Rahman le 15 août 1975, les relations entre les deux pays sont devenus très tendues. L'Inde continuait à restreindre le cours du Gange hors des périodes négociées, ce qui conduit à une crise pendant la saison sèche de 1976. Le Bangladesh a protesté officiellement contre l'Inde à l'ONU à la suite de cet épisode, d'où en a abouti un consensus. Les pourparlers entre les deux pays ont repris en décembre 1976, sans pour autant aboutir.
Si en 1996, une entente de 30 ans a été signé, elle n'a pas débloqué le problème, puisque ce contrat ne portait ni sur des garanties de volume minimum d'eau, ni sur l'évolution du contexte hydrologique. Les négociations se poursuivent encore à ce jour.
Le Bangladesh mesure aujourd'hui l'impact sur une moyenne durée de la restriction d'eau ; la salinité du fleuve en aval s'est accrue, provoquant des problèmes pour la pêche, la navigation fluviale a été rendue plus difficile, tandis qu'une menace permanente plane sur les réserves d'eau publiques. Par ailleurs, la baisse de l'humidité du sol, corrélée à l'augmentation de la salinité a entrainé des processus de désertification dans certaines zones.